# The Snobs
The Snobs, brittisk musikgrupp bildad i Croydon, England 1963, då som The Apostles. Medlemmar i gruppen var Colin Sandland (gitarr), John Boulden (gitarr), Peter Yerrall (basgitarr), och Eddie Gilbert (trummor). Deras kännetecken var att de uppträdde klädda i 1700-talsinspirerade kläder och peruker. 
The Snobs är kända endast för singeln "Buckle Shoe Stomp" som låg tolv veckor på Tio i topp 1964 (högsta placering #2). Den var även populär i Finland och Danmark. Låten är inspelad live, så ljudkvaliten är med tanke på den tidens utrustning inget vidare, men det framhäver i alla fall låtens råa sound. De släppte singeln "Heartbreak Hotel" endast i Sverige, men den blev ingen hit och gruppen upplöstes så småningom.